# Cairns-Gletscher
Der Cairns-Gletscher ist ein Gletscher im westantarktischen Ellsworthland. Er fließt in der Sentinel Range des Ellsworthgebirges in westlicher Richtung zwischen dem Branscomb-Gletscher und dem Tułaczyk-Gletscher zum Nimitz-Gletscher.
Das Advisory Committee on Antarctic Names benannte ihn 2006 nach dem US-amerikanischen Zoologen Stephen Douglas Cairns (* 1949), Leiter der Abteilung für Wirbellose im National Museum of Natural History von 1985 bis 2006 und Mitglied des Veröffentlichungsausschusses zur Antarktisforschung der American Geophysical Union von 1990 bis 1995.